# بيدرو سيفيرينو
بيدرو سيفيرينو (بالإنجليزية: Pedro Severino)‏ هو لاعب كرة قاعدة دومينيكاوي، ولد في 20 يوليو 1993 في بوناو في جمهورية الدومينيكان.

## وصلات خارجية
- بيدرو سيفيرينو على موقع دوري كرة القاعدة الرئيسي (الإنجليزية)
- بيدرو سيفيرينو على موقعبيزبول رفرنس.كوم (الدوري الرئيسي) (الإنجليزية)
- بيدرو سيفيرينو على موقعبيزبول رفرنس.كوم (الدوري الثانوي) (الإنجليزية)
- بيدرو سيفيرينو على موقع إي إس بي إن.كوم (أم.أل.بي) (الإنجليزية)
- بيدرو سيفيرينو على موقع مشجعي الرسوم البيانية (الإنجليزية)